# Кантрида
Кантрида (итал. Cantrida и Боргомарина) је четврт на западу Ријеке, најпознатија по фудбалском и атлетском стадиону. Месни одбор Кантрида формиран 1991. године спајањем двеју месних заједница - Кантрида и Костабела, тако да се под именом Катрида обухватају те две четврти и Марчељеву Драгу, са укупно 6005 становника (2011)

## Географски смештај
Док је Кантрида урбанизирано насеље, Костабела (итал. Costabella, Лепа обала) је шумовито (приморски храст лужњак) обално подручје све до Прелуке, која је географска граница са Ицтпом. Костабела је у великом делу било заштићена 'зелена површина' (забрањена свака градња), али је под капиталистичком Хрватском дошло до промене урбанистичког плана те је велик дио Костабеле) од Бивија према западу) проглашен 'мешовитим подручјем' шта доводи до девастације тог подручја у корист приватних интереса. Наведене три четврти се простру на северу до железничке пруге Ријека - Пивка на површини од од 3,622 км².

## Етимологија
Топоним Кантрида долази од речи кантрида која у истровенетском и чакавском дијалекту значи столица (са наслоном), а долази од грч. катхедра > венет. carega а насеље је добило име по кави (каменолому за изградњу ријечке луке) која подсећа на дивовску столицу (кантрида).

## Историјa
Историја Кантриде уско је везана уз историју Ријеке па од додељивања Ријеци статуса Corpusa separatuma 1779. све до 1943. Кантрида је, уз краће прекиде, западна граница Ријеке, најпре према Аустрији, тј. према унутараустријским државама попут Краљевине Илирије. За вријеме Јелачићеве окупације Ријеке (1848-1868), Кантрида постаје граница између Хрватске и Славоније и Аустријског приморја, тако да је Костабела све до 1918. спадала у Маркгрофовију Истру.
Када Краљевина Италија (према Лондонском споразуму) 1918. окупира Аустријско приморје (Јулијска крајина) на Кантриди је граница између Италије и савезничке управе Антанте над Ријеком, а од 1919. Италије с D'Аннунзијевом окупираном Ријеком те његовом Италијанском Регенцијом Кварнера.
На Крвави Божић 1920. Кантрида је поприште ратних сукоба између D'Аннунзијевих легионара (који су овдје подигли барикаде и ископали ровове) и италијанске војске. Рапалским уговором 1920. и формирањем Слободне Државе Ријеке Кантрида престаје бити граница јер подручје Ријечке државе се шири на читаву Костабелу те се граница сели на Прелуку. Након анексије Ријеке Италији (Римском споразумом 1924.) Ријека је анектирана Италији, али убрзо Ријека постаје порто францо (бесцаринска зона), а Боргомарина (Кантрида) је опет граница - тј. царински прелаз до 1943. и мета кријумчарских путова (копнених и морских).

## Становништво
На подручју Кантриде и Костабеле обитавало је 2001. скоро 7000 становника да би 2011. пало на 6.005 становника..

## Привреда
- Стадион КантридаБродоградилиште "3. мај"
- бродоградилиште Кантрида
- Ријечка индустрија одјеће

## Знаменитости
- Стадон Кантрида ФИФА уврстила међу пет најатрактивнијих стадиона на свету
- Порат,лука с рибарским кућицама на Кантриди
- Лунгомаре (обално шеталиште) Цостабелла (Костабела)

## Образовање
- О.Ш. Кантрида
- Центар за професионалну рехабилитацију

## Здравство
- Дечија болница Кантрида

## Спорт
Кантрида је најпознатија по спортским објектима. Ту су:
- На простору каве (каменолома) је од 1911. смјештен атлетски и ногометни стадион Кантрида гдје је своје успјехе низао Атлетицо Фиумано, Фиумана, Кварнер-Qуарнеро и НК Ријека и АК Кварнер.
- Атлетска дворана Кантрида налази се понад стадиона и служи за тренинг АК Кварнер.
- Комплекс базена на Kостабели
- Спортска дворана '3. маја' на Ривијери
- Р.D.С.А.M. (Радничко друштво за спортке активности на мору) на Ривијери
- Рибарски порат (лyкa) на Катриди